# Steven Levitsky
Steven Levitsky (Brookline, 17 de enero de 1968) es un politólogo estadounidense y profesor de Gobierno en la Universidad de Harvard. 
Politólogo comparativo, sus intereses de investigación se centran en América Latina e incluyen los partidos políticos y los sistemas de partidos, el autoritarismo y la democratización, y las instituciones débiles e informales.
Destaca por sus trabajos sobre regímenes autoritarios competitivos e instituciones políticas informales.

## Educación
Levitsky se licenció en Ciencias Políticas por la Universidad Stanford en 1990 y se doctoró en esta por la Universidad de California en Berkeley en 1999.

## Campo académico
Levitsky es profesor asociado de Jonh L. Loeb en la asignatura de Social Sciences en Harvard University desde 2004. También fue profesor asistente en Harvard desde 2000 hasta 2003.
Actualmente, Levitsky se desempeña como consejero de dos organizaciones de estudiantes en Harvard University: la Organización de Harvard para América Latina, y el Proyecto de Harvard para el Desarrollo Sostenible; y, además, ejerce de Consejo Consultivo de la Asociación Civil POLITAI, dedicada a la investigación en Ciencia Política y Gobierno, conformada por estudiantes de la Pontificia Universidad Católica del Perú. Se ha involucrado mucho en el proceso político peruano defendiendo algunas posiciones de izquierda y criticando prácticas antidemocráticas en Perú.

### Trabajo
Levitsky es conocido por su trabajo, junto a Lucan Way, sobre los regímenes autoritarios competitivos. Dichos regímenes son tipos de gobierno en el que un solo líder o un solo partido político tiene un dominio total pero que, al menos en teoría, la oposición podría llegar al poder a través de elecciones. Bajo tal sistema, dichos gobernantes autoritarios casi siempre se mantienen en el poder porque controlan y utilizan los medios del Estado para aplastar a la oposición, detener o intimidar a los opositores, controlar los medios de comunicación, o alterar los resultados de las elecciones. La Rusia de Vladímir Putin es considerada un claro ejemplo de este sistema. Levitsky también es un experto en la revolución nicaragüense.

## Vida personal
Está casado con Liz Mineo, una reportera y comunicadora peruana egresada de la Universidad Nacional Mayor de San Marcos y la Universidad de Columbia, quien actualmente trabaja en la Harvard Gazette. Levitsky vive con su esposa y su hija de cuatro años en Brookline, Massachusetts.